# Euoplos hoggi
Euoplos hoggi là một loài nhện trong họ Idiopidae.
Loài này thuộc chi Euoplos. Euoplos hoggi được Eugène Simon miêu tả năm 1908.